# Смерч

Смерч категории F5 (максимальная по шкале Фудзиты) 22 июня 2007 года, вблизи Эли, Манитоба, Канада.

Смерч, или торна́до (также известные под другими названиями, см. ниже), является экстремально быстро вращающимся столбом воздуха, который распространяется от кучево-дождевого облака до поверхности Земли. Смерчи бывают разных форм и размеров, и часто (но не всегда) их можно увидеть в виде конденсационной воронки, вокруг которой вращаются обломки и пыль. Скорость ветра в большинстве смерчей составляет менее 180 километров в час (110 миль в час, 50 метров в секунду), диаметр составляет около 80 метров, и они проходят несколько километров, прежде чем рассеяться. Самые сильные смерчи могут развивать скорость ветра более 480 километров в час (300 миль в час, 133 метра в секунду), достигать более 3 км в диаметре и оставаться на земле более 100 км.
Существуют различные типы смерчей, включая торнадо с несколькими вихрями, клиновидный торнадо, а также, как правило, менее опасные типы, включая водяной смерч, микрошквал, пыльный вихрь, огненный вихрь, снежный смерч и паровой дьявол.
Они чаще всего возникают в Северной Америке (особенно в центральных, южных и юго-восточных регионах Соединённых Штатов, известных как «аллея торнадо»), а в Соединённых Штатах наблюдается наибольшее количество торнадо чем в любой другой стране мира. Смерчи также возникают в ЮАР, большей части Европы (за исключением большей части Альп), западной и восточной Австралии, Новой Зеландии, Бангладеш, восточной Индии, Японии, и в юго-восточной части Южной Америки (Аргентине и Уругвае). Торнадо можно обнаружить до того, как они возникнут, или во время их возникновения с помощью импульсно-доплеровского радара, распознающего данные о скорости и закручиванию облаков, а также с помощью охотников за штормами.

## Этимология
В метеорологии термин смерч используют для вихрей, сформировавшихся над водной поверхностью, а возникшие над сушей называют тромбами или торнадо. Однако в неспециальной литературе эти термины зачастую используют как полные синонимы.

### Смерч
Слово «смерч» происходит от древнерусского смьрчь, смърчь с первоначальным значением «облако, чёрная туча». Родственно словам с корнями «мерк» (например, смеркаться) и «мрак». Смерч также иногда называют тромбом (от итал. tromba — «труба») и ме́зо-урага́ном.

### Торнадо
Слово «торнадо» (англ. tornado) происходит от исп. tronada («гроза»), а также лат. tonāre («к грозе») и исп. tornar («вертеть, крутить»). В США их часто неформально называют «твистерами» (англ. twister — «закрученный») или устаревшим термином «циклон» (англ. cyclone).

## Описание
Смерч — это быстро вращающийся столб воздуха, соприкасающийся с землёй, который либо свисает с кучево-дождевого облака, либо находится под кучево-дождевым облаком и часто (но не всегда) выглядит как воронкообразное облако. Чтобы вихрь можно было классифицировать как смерч, он должен соприкасаться как с землёй, так и с основанием облака. Этот термин не имеет чёткого определения; например, существуют разногласия по поводу того, являются ли отдельные касания одной и той же воронки отдельными торнадо.

### Воронка

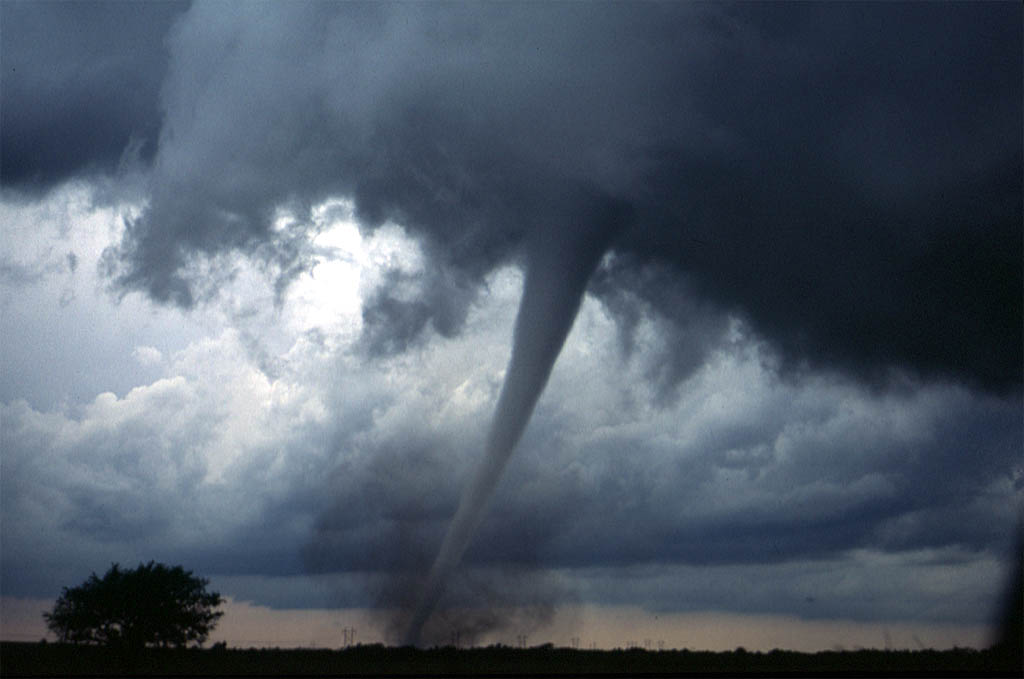
Торнадо в районе Анадарко, штат Оклахома, 1999 год. Воронка — это тонкая трубка, идущая от облака к земле. Нижняя часть этого торнадо окружена полупрозрачным облаком пыли, поднятым сильными ветрами торнадо у поверхности. Радиус ветра торнадо намного больше, чем радиус самой воронки.

Смерч не обязательно должен быть видимым, однако сильное низкое давление, вызванное высокой скоростью ветра (согласно принципу Бернулли) и быстрым вращением (из-за циклострофического баланса), обычно приводит к тому, что водяной пар в воздухе конденсируется в капли из-за адиабатического охлаждения. Это приводит к образованию видимого воронкообразного облака или конденсационной воронки.
Существуют некоторые разногласия по поводу определения воронкообразного облака и конденсационной воронки. Согласно глоссарию метеорологии, воронкообразное облако — это любое вращающееся облако, отходящее от кучевого или кучево-дождевого облака, и, таким образом, большинство торнадо подпадают под это определение. Среди многих метеорологов термин «воронкообразное облако» строго определяется как вращающееся облако, которое не связано с сильными ветрами у поверхности, а «конденсационная воронка» — это общий термин для любого вращающегося облака под кучево-дождевым облаком.
Смерч часто начинаются как воронкообразные облака, не сопровождающиеся сильными ветрами у поверхности, и не все воронкообразные облака превращаются в торнадо. Большинство торнадо вызывают сильные ветры у поверхности, в то время как видимая воронка ещё находится над землёй, поэтому издалека трудно различить воронкообразное облако и торнадо.

### Вспышка торнадо

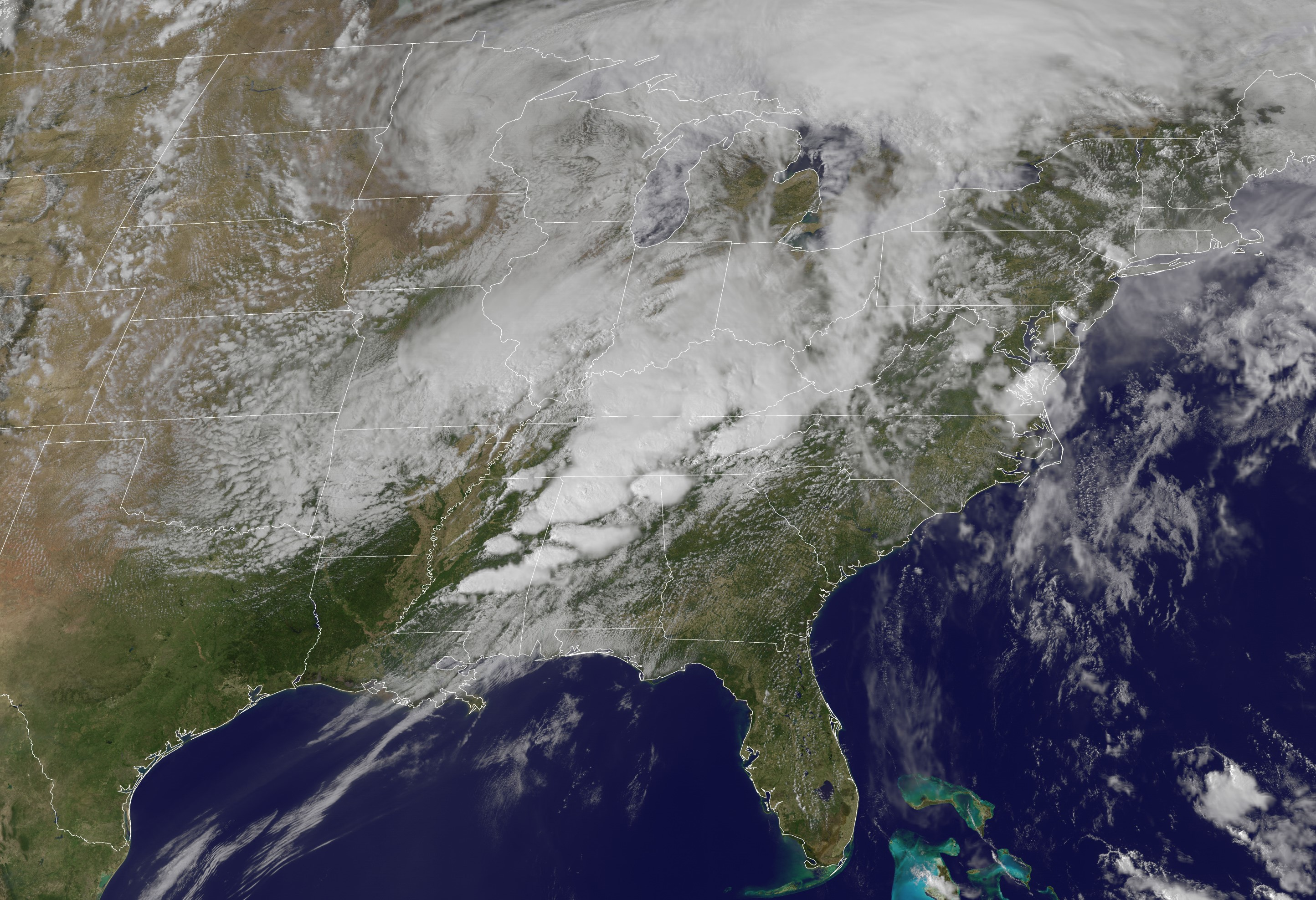
Вид со спутника на Супер-вспышку 2011 года.

Вспышка торнадо (англ. tornado outbreak; неофициально известная как «серия торнадо» (англ. tornado series)) это возникновение нескольких торнадо, порождённых одной и той же конвективной штормовой системой. Существует неопределённость о том, сколько смерчей необходимо для того, чтобы вспышка стала официальной, но обычно это значение составляет от шести до десяти, при этом должно быть как минимум два разных места их возникновения, или как минимум две суперъячейки.
В основном считается, что если на протяжении более шести часов не возник ни один смерч, то вспышка заканчивается. Если активность торнадо возобновляется после такого затишья, то это рассматривается как новая вспышка. Серия продолжающихся или почти непрерывных дней со вспышками торнадо называется «последовательностью вспышек торнадо» (англ. tornado outbreak sequence). Вспышки торнадо обычно возникают в Соединённых Штатах и Канаде торнадо с марта по июнь на Великих равнинах, в районе, который известен как «аллеей торнадо» (англ. Tornado Alley). Торнадо могут возникать и в другое время года, а также в других частях света.

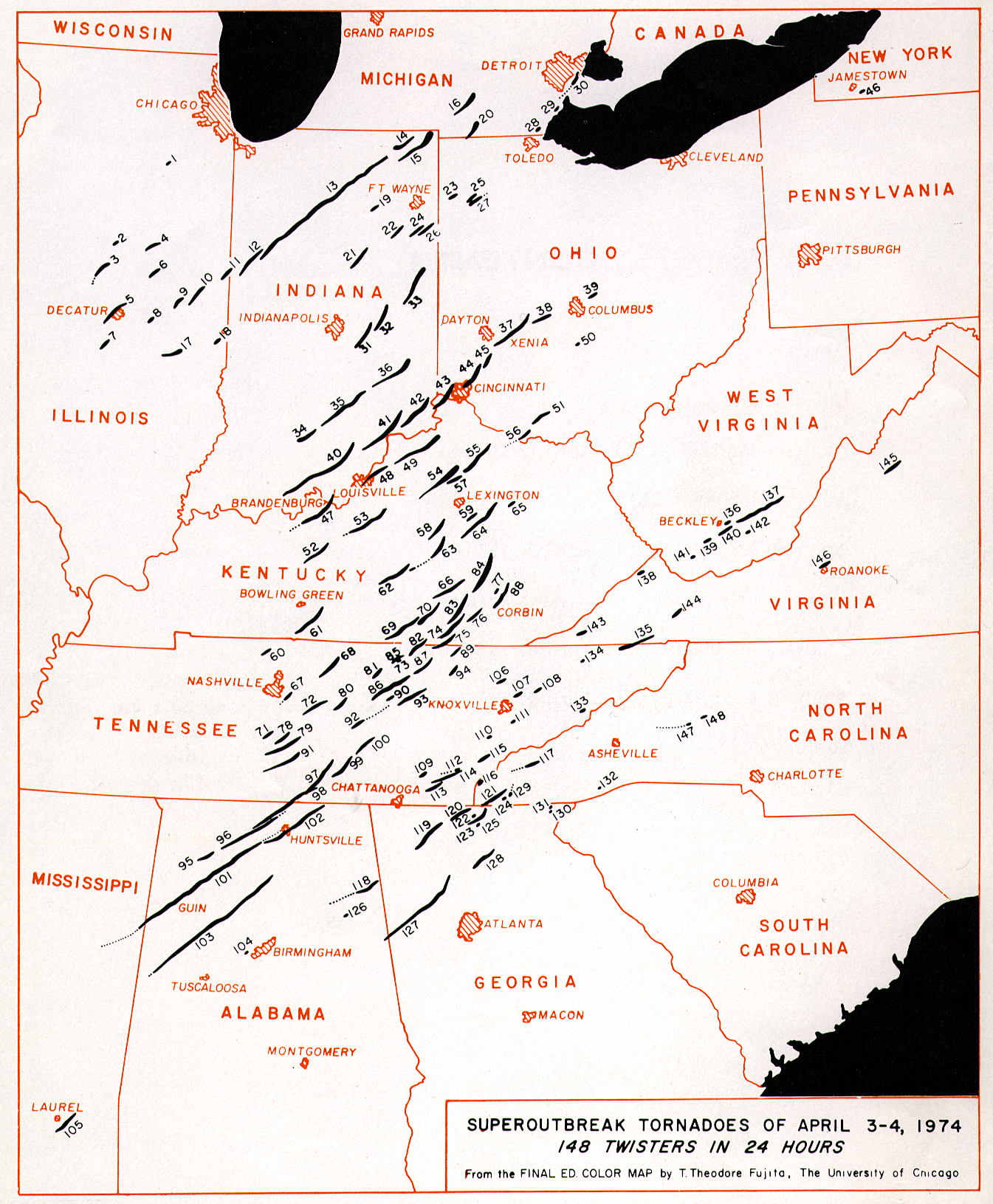
Карта путей торнадо во время супер-вспышки в США 3-4 апреля 1974.

Экстремально большая вспышка торнадо известна как «Супер-вспышка» (англ. Super Outbreak). Самой крупной зарегистрированной супер-вспышкой торнадо стала супер-вспышка 2011 года, в ходе которой было зафиксировано 362 торнадо и прямой ущерб составил около 10 миллиардов долларов. Она превзошла супер-вспышку 1974 года, в ходе которой было зафиксировано 148 торнадо.

### Семья торнадо

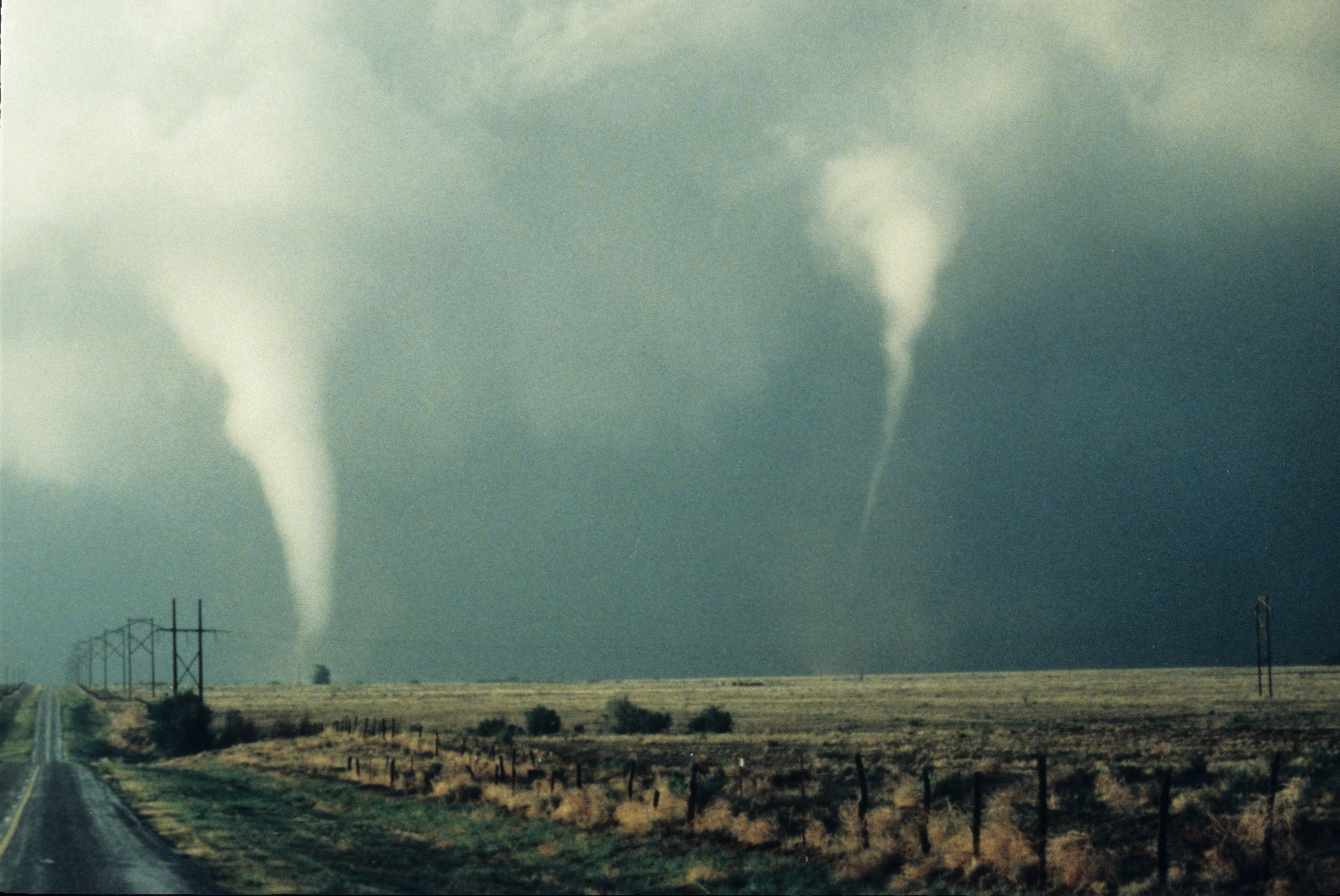
Смерчи-близнецы, появившиеся 10 мая 1991 года из одной и той же суперъячейки в Техасе.

Несколько одновременных смерчей, порождённых одной и той же суперъячеечной грозой, иногда называют «семьёй торнадо» (англ. tornado family). Такие торнадо могут следовать друг за другом или рядом с друг другом и проходить как небольшое, так и огромное расстояние. Семью торнадо иногда ошибочно принимают за один непрерывный торнадо, особенно до 1970-х годов. Иногда пути торнадо могут пересекаться, и для определения того, был ли ущерб нанесён семейством или одним торнадо, требуется экспертный анализ. В некоторых случаях, например, при торнадо в Канзас в марте 1990 года, разные торнадо из одной семьи слились в друг друга, что затруднило определение того, было ли там несколько смерчей. Некоторые разрушения, вызванные семьями торнадо, вероятно, навсегда останутся загадкой из-за недостатка доказательств. Одним из таких событий стало торнадо трёх штатов в марте 1925 года; это могло быть либо самое продолжительное торнадо в истории, либо семья торнадо. Множество других случаев, когда было зафиксировано очень долгое торнадо, в конце концов оказались семьёй торнадо.

### Внешний вид

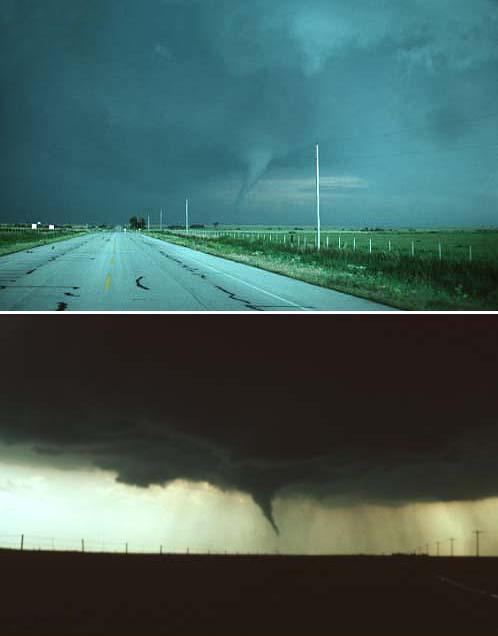
Фотографии торнадо 30 мая 1976 года (г. Уоерика, штат Оклахома, США), сделанные разными фотографами практически одновременно: на верхнем снимке торнадо освещён со стороны фотокамеры и воронка приобретает оттенки синего цвета, а на нижнем — солнце расположено позади торнадо, делая его тёмным.

В зависимости от условий, в которых они образуются, смерчи могут иметь широкий диапазон цветов. Те, которые зарождаются в сухой среде, могут быть практически невидимы и замечены только по закрученному в основании воронки мусору. Конденсированные воронки, которые практически не поднимают или поднимают малое количество мусора, могут быть от серого до белого цвета. В процессе перемещения воды по воронке окраска смерча может становиться белой или даже насыщенного синего цвета. Медленно движущиеся воронки, которые успевают поглотить значительное количество мусора и грязи, как правило, темнее и принимают цвет накопленного мусора. Торнадо, прошедший по территории Великих равнин, может покраснеть из-за красноватого оттенка почвы, а смерчи, возникающие в горных районах, могут преодолевать заснеженные территории, становясь белыми.
Условия освещения являются основным фактором, определяющим цвет смерча. Торнадо, который «подсвечен» солнцем, расположенным позади него, воспринимается очень тёмным. В то же время торнадо, подсвеченный солнцем, светящим в спину наблюдателя, может показаться серым, белым или блестящим. Смерчи, возникающие в час заката, имеют множество различных цветов и оттенков жёлтого, оранжевого и розового.
Пыль, поднятая грозовым шквалом, проливной дождь и град, мрак ночи — факторы, которые могут уменьшить видимость торнадо. Смерчи, возникающие в этих условиях, особенно опасны, так как могут быть обнаружены только с помощью метеорологических радиолокаторов наблюдения (либо предупреждением о надвигающейся опасности для тех, кого застигла непогода, может стать звук приближающегося торнадо). Наиболее значительные торнадо образуются восходящими потоками штормового ветра, содержащими дождевую воду, что делает их видимыми. Кроме того, большинство торнадо происходят в конце дня, когда яркое солнце может проникнуть даже сквозь самые толстые облака. В ночное время торнадо освещены частыми вспышками молнии.

### Вращение
Вращение воздуха в смерчах происходит, как в циклоне, то есть в Северном полушарии против хода часовой стрелки. В Южном полушарии вращение происходит по ходу часовой стрелки. Это может быть связано с направлениями взаимных перемещений масс воздуха по сторонам от атмосферного фронта, на котором формируется смерч. Известны и случаи обратного вращения. На соседних со смерчем участках происходит опускание воздуха, в результате чего вихрь замыкается.

## Типы смерчей

### Воронкообразные
Это наиболее распространённый тип смерчей. Воронка выглядит гладкой, тонкой, может быть весьма извилистой. Длина воронки значительно превосходит её радиус. Обычно смерч выглядит так при первом появлении или когда рассеивается.

### Клиновидные

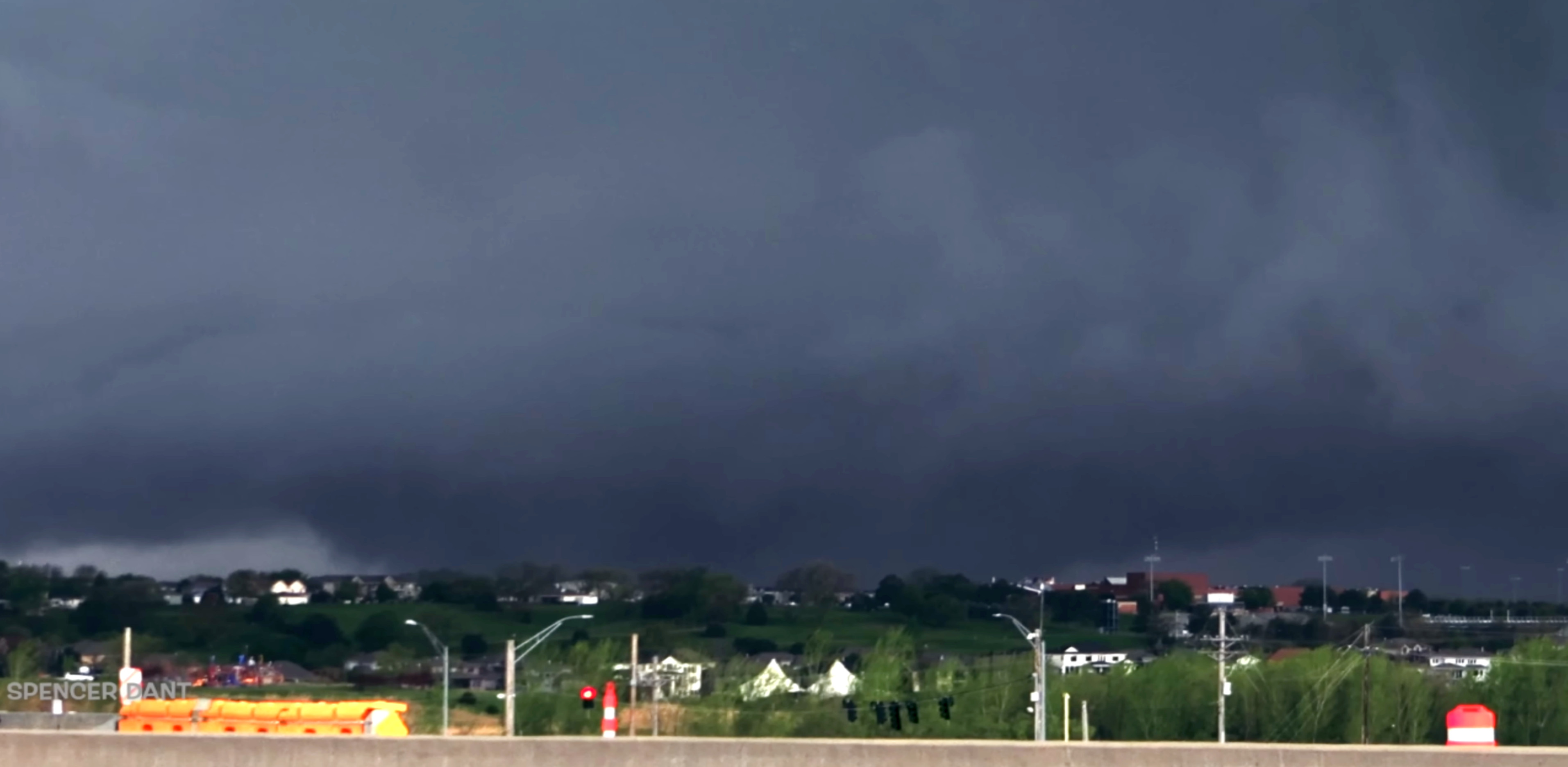
Пример клиновидного торнадо EF4 в апреле 2024, в Небраске.

Крупные торнадо, ширина которых превышает расстояние от основания облака до земли, могут выглядеть как большие клинья, вонзившиеся в землю, и поэтому называются «клиновидными торнадо» или «клиньями». Клиновидный торнадо может быть настолько широким, что выглядит как блок из тёмных облаков, ширина которого превышает расстояние от основания облака до земли. Даже опытные наблюдатели за штормами могут не отличить на расстоянии низко висящее облако от клиновидного торнадо. Многие, но не все крупные торнадо имеют клиновидную форму.

### С несколькими воронками
Могут состоять из двух и более отдельных вихрей вокруг главного центрального смерча. Подобные торнадо могут быть практически любой мощности, однако нередко это очень мощные смерчи. Несколько вихрей обычно видны только в тех случаях, когда торнадо только формируется или когда основная воронка ещё не поглотила соседние. Они наносят значительный ущерб на обширных территориях. Они могут увеличивать скорость ветра более чем на 160 км/ч и являются причиной большинства случаев, когда узкие полосы сильных разрушений соседствуют с полосами широких небольших разрешений на пути торнадо.

### Огненные

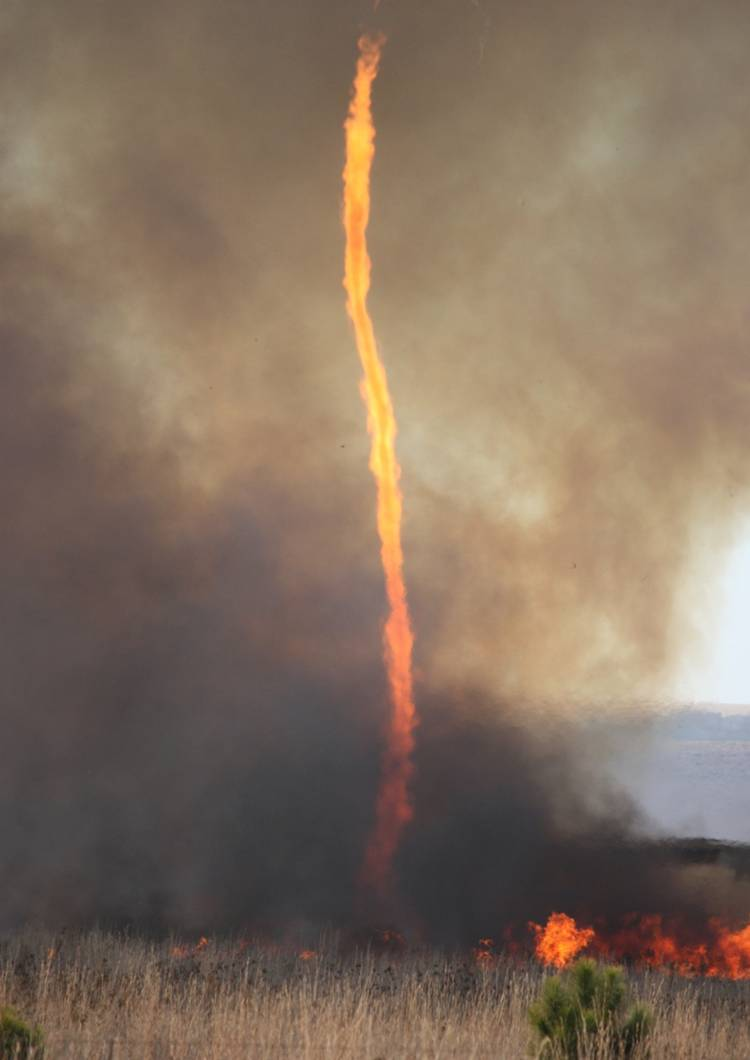
Пример огненного смерча

Это обычные смерчи, порождаемые облаком, образованным в результате сильного пожара или извержения вулкана. Именно такие смерчи впервые были искусственно созданы человеком (опыты Дж. Дессена в Сахаре, которые продолжались в 1960—1962 гг.). «Впитывают» в себя языки пламени, которые вытягиваются к материнскому облаку, образуя огненный смерч. Может разносить пожар на десятки километров. Один из самых жестоких примеров этого явления произошёл после великого землетрясения Канто в 1923 году в Японии, когда пожар в Токио охватил весь город и создал условия для гигантского огненного вихря, который сжёг огромное количество территории и косвенно стал причиной 38 000 смертей.

### Водяные

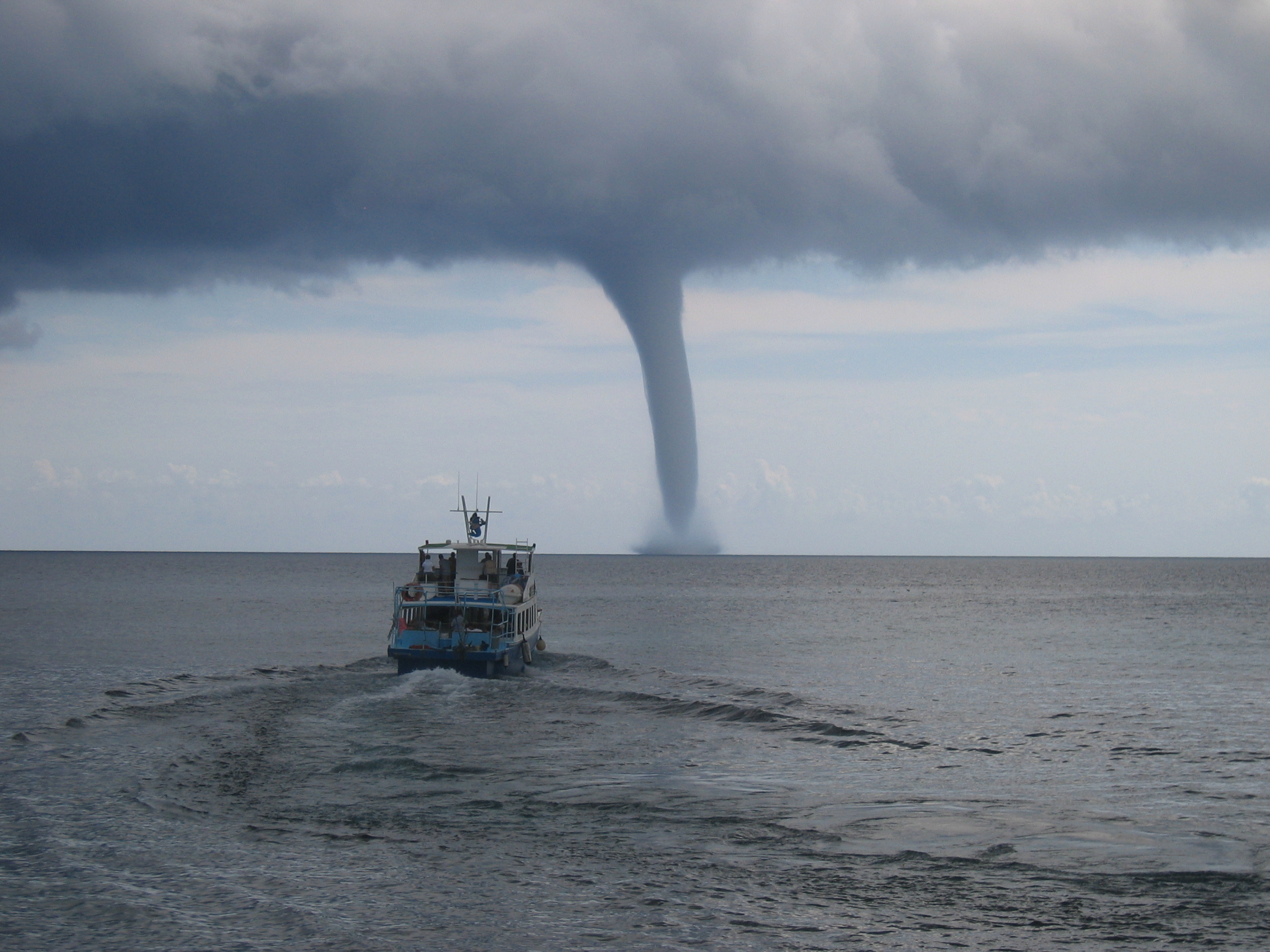
Водяной смерч возле Мальорки, 11 сентября 2005 года.

Водяной смерч — это вращающийся столб воздуха, который возникает над водоёмом, обычно появляющийся в виде воронкообразного облака, контактирующий с водой и кучевым облаком. Существует два типа водяных смерчей; наиболее распространённым типом является слабый вихрь, известный как «неторнадический водяной смерч». Другой, менее распространённый тип — это классический торнадо, возникающий над водой, а не над сушей, известный как «торнадический водяной смерч». Большинство водяных смерчей не всасывают воду. Если водяной смерч выходит на сушу, он начинает классифицироваться как обычный торнадо.

### Микрошквалы
Микрошквалы являются сильным кратковременным нисходящим движение воздуха, связанным с грозой. Микрошквалы обычно слабее торнадо, однако иногда могут развивать скорость ветра более 240 км/ч и наносить значительный ущерб. Термин был введён исследователем опасных явлений погоды Тэдом Фудзиты, как вид нисходящего порыва воздуха (англ. downburst). Если данное явление охватывает зону более 4 км, то оно называется макрошквалом (англ. macroburst).

### Снежные
Снежный смерч возникает во время сильной метели. Встречаются довольно редко, длятся в основном несколько секунд и не имеют разрушительной силы. Во время снежных гроз с суперячейками могут развиваться в смерчи при отрицательных температурах на поверхности, максимальная зарегистрированная интенсивность вихря этого типа по шкале Фудзиты составила EF1.

### Паровые дьяволы

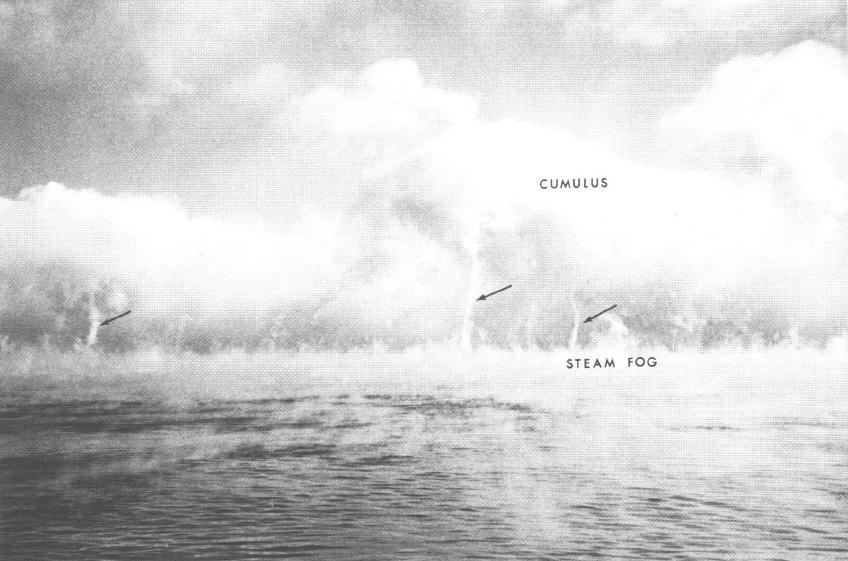
Паровые дьяволы на озере Мичиган 31 января 1971 года, из газеты, которая первой дала название этому явлению и сообщила о нём.

Паровой дьявол — это небольшой слабый вихрь над водой (или иногда над влажной землёй), который закручивает туман, делая его видимым. Они образуются над большими озёрами и океанами во время похолодания, когда вода ещё относительно тёплая, и могут быть важным механизмом вертикальной транспортировки влаги. Они являются частью парения моря, и как правило слабее водяных смерчей.

### Песчаные вихри

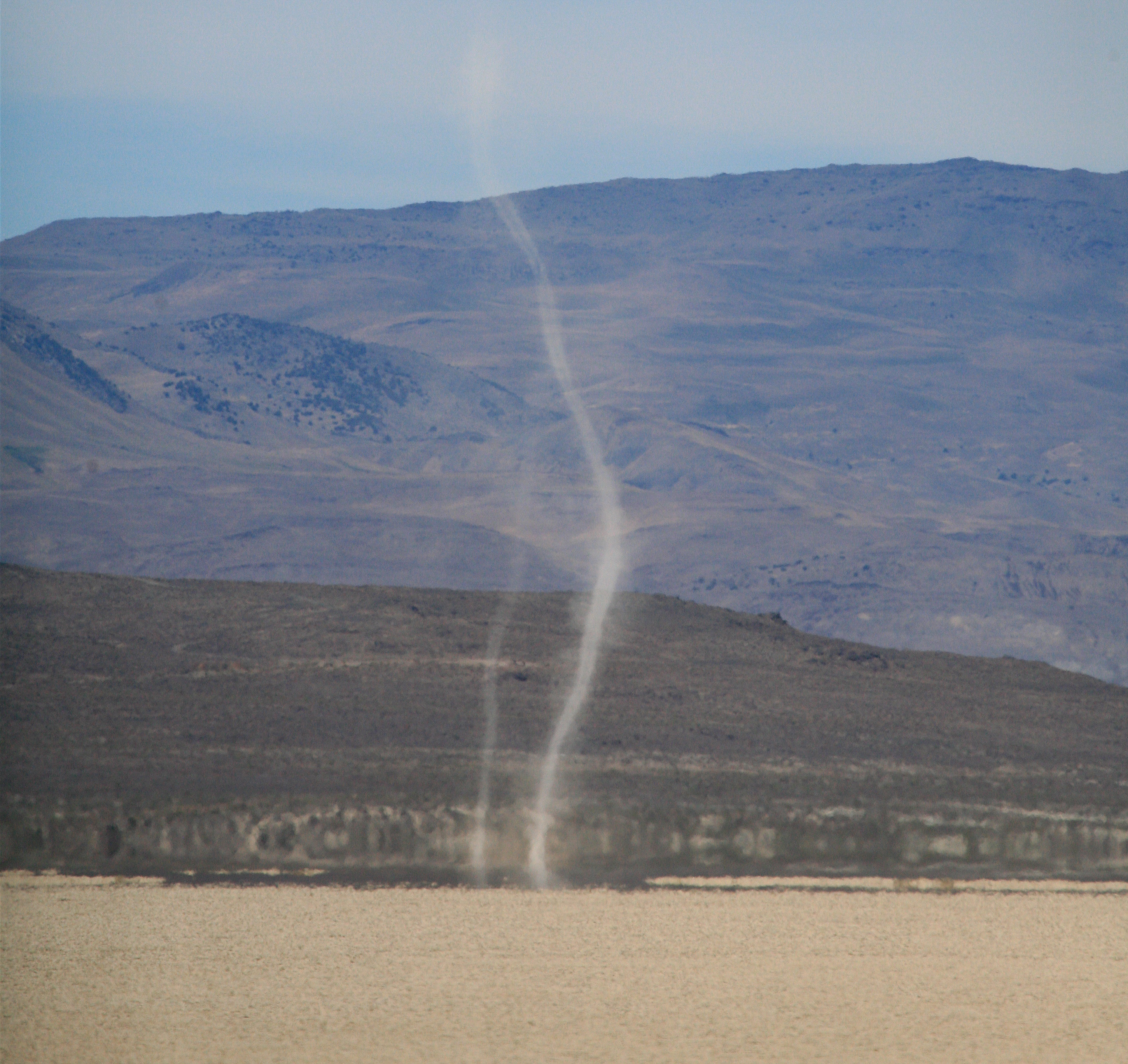
Песчаные вихри

Песчаный вихрь, или пыльный вихрь — атмосферное явление, представляющее собой вихревое движение воздуха, возникающее у поверхности земли днём в малооблачную (обычно жаркую) погоду при сильном прогреве земной поверхности солнечными лучами. Вихрь имеет вертикальную (или слегка наклонённую к горизонту) ось вращения; высота составляет обычно 10—20 м (в ряде случаев может достигать несколько десятков метров), диаметр 1—5 м, и они обычно не продолжаются более нескольких минут. Песчаные вихри чаще всего возникают в солнечную погоду, не представляя большой опасности для людей.

## Места образования смерчей

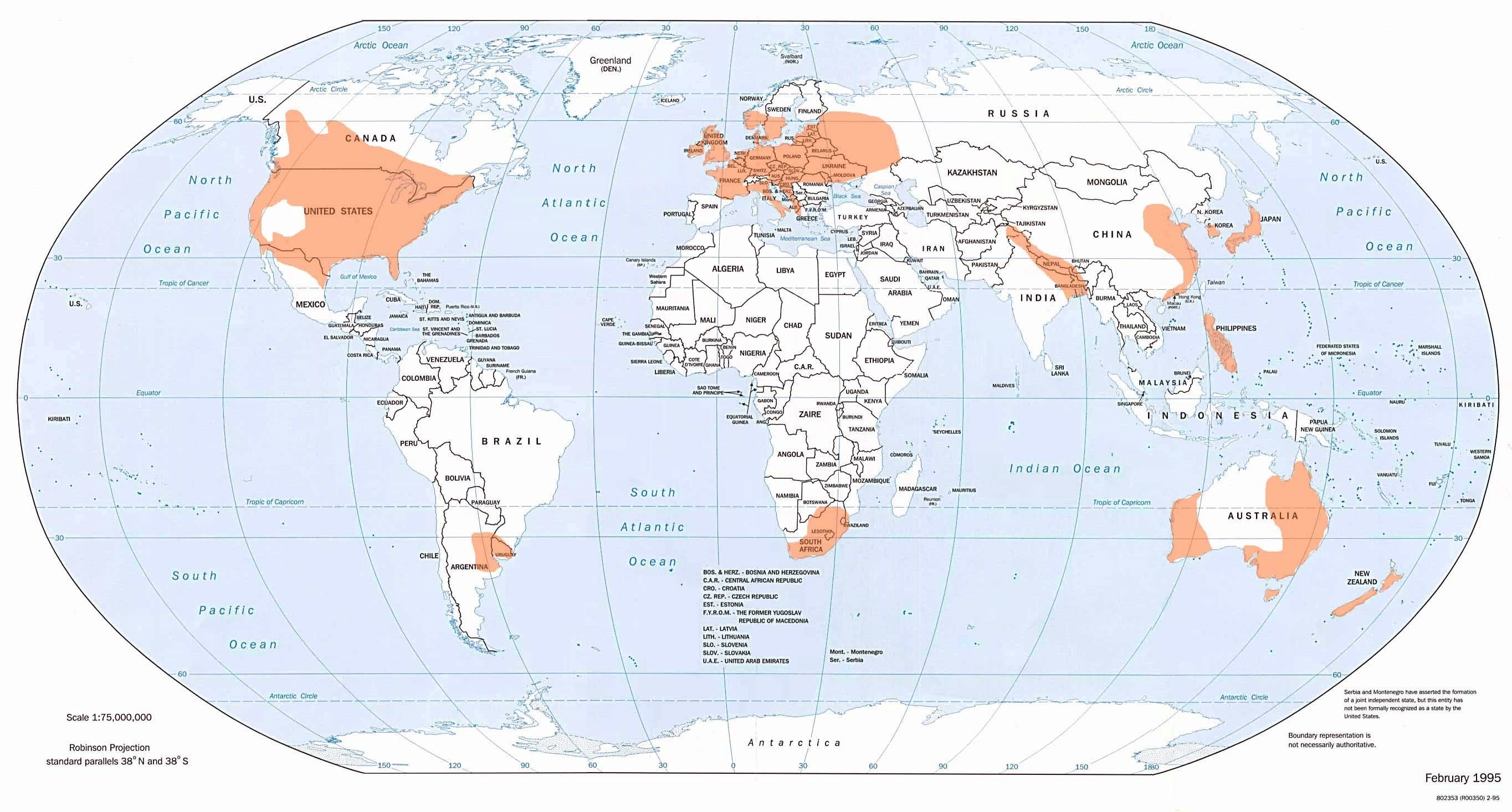
Места, где наиболее вероятно появление смерчей, на карте имеют малиновый цвет

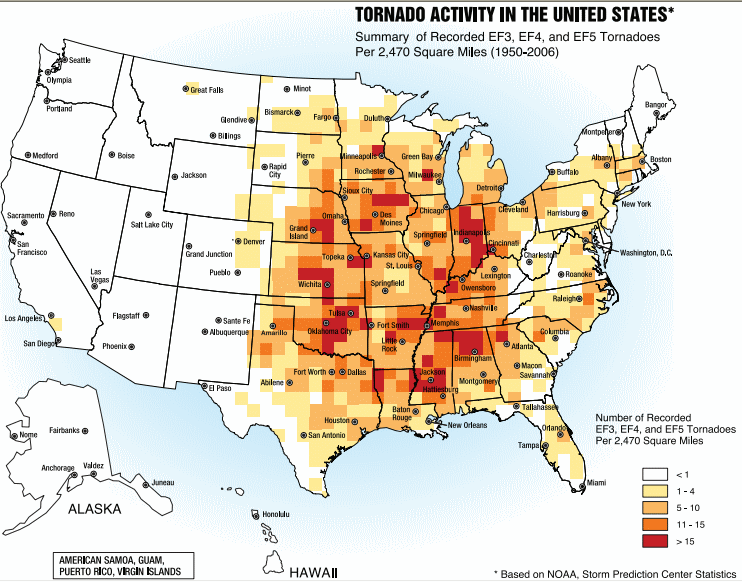
Среднее распространение торнадо в США за год

Грозы бывают в большей части земного шара, за исключением регионов с субарктическим или арктическим климатом, однако смерчи могут сопровождать только те грозы, которые находятся на стыке атмосферных фронтов.
Наибольшее количество смерчей фиксируется на североамериканском континенте, в особенности в центральных штатах США («аллея торнадо»), меньше — в восточных штатах США. На юге, в штате Флорида у островов Флорида-Кис, смерчи появляются с моря почти каждый день, с мая до середины октября, за что этот район получил прозвище «край водяных смерчей». В 1969 году здесь было зафиксировано 395 подобных вихрей.
Вторым регионом земного шара, где возникают условия для формирования смерчей, является Европа (кроме Пиренейского полуострова), включая всю Европейскую часть России, но за исключением северных областей.
Таким образом, смерчи в основном наблюдаются в умеренном поясе северного полушария, приблизительно с 60-й параллели по 45-ю параллель в Европе и в районе 30-й параллели в США и в Мексике.
Также смерчи фиксируются на востоке Аргентины, ЮАР, западе и востоке Австралии и ряда других регионов, где также могут быть условия столкновения атмосферных фронтов.

### Смерчи в России
В России формируется около 100—300 смерчей в год (не включая водные), из них 10-50 — со скоростью ветра более 50 м/с (то есть выше F1 по шкале Фудзиты), 1-3 — со скоростью более 70 м/с (выше F2 по шкале Фудзиты). Сухопутные смерчи (особенно сильные) формируются, как правило, в начале лета. По времени — в районе 5-6 часов вечера.
Больше всего смерчей регистрируется на европейской территории России. В Московской области, например, в среднем за год формируется около 7,5 смерчей (в том числе 1,9 — со скоростью ветра более 50 м/с). Иногда смерчи проходят и непосредственно через населённые пункты, в том числе Москву (1904) и региональные центры: Нижний Новгород (1974), Иваново (1984), Владивосток (1997), Благовещенск (2011), Ханты-Мансийск (2012). Особенно разрушительными были смерчи в Ивановской и соседних областях в 1984 году — тогда погибли, по разным данным, от 69 до 400 человек.

## Классификация торнадо
Для классификации торнадо используются несколько шкал. Во многих странах мира (а также в США с 1 февраля 2007 года) используют шкалу Фудзиты, а 1 апреля 2013 года в Канаде была введена улучшенная шкала Фудзиты. Торнадо категорий F0 и EF0 — самый слабый, он может повредить деревья, но не сами здания. Торнадо категорий F5 и EF5, напротив, самый сильный — он полностью отрывает дом от фундамента и разрушает его, а также может деформировать высокие небоскрёбы.
Похожая Шкала ТОРРО в странах Европы оценивает силу торнадо от T0 (для чрезвычайно слабых) до T11 (для самых мощных известных торнадо). На месте нанесения ущерба могут использоваться метеорадар и фотограмметрия для измерения нанесения ущерба от торнадо, и присвоения рейтинга.

### По шкалам Фудзиты (улучшенная) и ТОРРО
- Торнадо категории EF0 (T0-T1) — слабый. Повреждает дымовые трубы, дорожные знаки и телевизионные вышки, ломает старые деревья, сносит вывески, разбивает окна.
- Категория EF1 (T2-T3) — умеренный. Срывает крышу с домов, сильно повреждает и/или опрокидывает мобильные и деревянные дома, выбивает окна, перемещает автомобили, вырывает большие деревья с корнем, разрушает лёгкие постройки и гаражи.
- Категория EF2 (T4-T5) — значительный. Срывает крыши с домов, разрушает мобильные и деревянные дома, вырывает деревья с корнем, сдувает автомобили.
- Категория EF3 (T6-T7) — сильный. Срывает крыши и разрушает стены домов, опрокидывает поезда, вырывает многие деревья с корнем, поднимает автомобили в воздух, разрушает лёгкие дома, искривляет небоскрёбы, срывает лёгкое покрытие с дороги.
- Категория EF4 (T8-T9) — разрушительный. Разрушает хорошо построенные дома, поднимает в воздух лёгкие дома, может разрушить небоскрёбы, переносит большие деревья на некоторое расстояние, переносит автомобили на некоторое расстояние.
- Категория EF5 (T10-T11) — невероятный. Срывает с фундамента и разрушает хорошо построенные дома, переносит автомобили на расстояние более 100 метров, полностью вырывает с корнем все деревья и срывает с них кору, срывает асфальт, может разрушить мосты, разрушает небоскрёбы, сильно повреждает стальные железобетонные конструкции и высокие здания.

### По интенсивности
- Торнадо категории F0 и EF0, F1 и EF1 (от T0 до T3) — слабые.
- Категории F2 и EF2, F3 и EF3 (от T4 до T7) — сильные.
- Категории F4 и EF4, F5 и EF5 (от T8 до T11) — разрушительные.

## Поражающие факторы
- Подъём на большую высоту (падение с которой для человека может оказаться летальным);
- Захваченные предметы (в том числе с острыми краями), летящие с большой скоростью;
- Разрушение зданий, коммуникаций, обрывы линий электропередачи (быстрым потоком воздуха и перепадом давления);
- Возникновение пожаров[58].

## Интересные факты и рекорды из хроники смерчей
- Первое упоминание о смерче в России относится к 1406 году. Троицкая летопись сообщает, что под Нижним Новгородом поднял в воздух и унёс упряжку вместе с лошадью и человеком. На следующий день телегу и мёртвую лошадь нашли висящими на дереве по другую сторону Волги, а человек пропал без вести[59].
- 23 апреля 1800 года, по Арнсдорфу, Диттерсдорфу и Эцдорфу в Саксонии прошёл смерч категории F5[60]. Необычно узкая для такой силы[нет в источнике] воронка — диаметр до 50 метров — полностью разрушала дома и срывала кору с деревьев, пострадало 5 человек[61].
- 30 мая 1879 года так называемый «ирвингский смерч» поднял в воздух деревянную церковь вместе с прихожанами во время церковной службы, перенеся её на четыре метра в сторону, после чего удалился. Значительного ущерба панически перепуганные прихожане не понесли, если не считать ранений от упавших с потолка штукатурки и кусков древесины[56].
- 29 июня 1904 года в 17 часов два (возможно, три) смерча в Москве вырвали с корнем и перекрутили все деревья (некоторые до метра в охвате) Анненгофской рощи, нанесли ущерб Лефортову, Сокольникам, Басманной улице, Мытищам[56], основная воронка высосала воду из Москвы-реки, обнажив её дно[62].
- В 1923 году в штате Теннесси (США) смерч мгновенно уничтожил и унёс стены, потолок и крышу сельского дома, при этом жильцы, сидевшие за столом, отделались лёгким испугом[56].
- В 1940 году в деревне Мещеры Горьковской области наблюдался дождь из серебряных монет. Оказалось, что во время грозового дождя на территории Горьковской области был размыт клад с монетами. Проходивший поблизости смерч поднял монеты в воздух и выбросил их у деревни Мещеры[63].
- В апреле 1965 года над США одновременно возникли 37 различных по мощности торнадо в диаметре до 2 км, с высотой воронок до 10 км, со скоростью ветра до 300 км в час. Эти вихри произвели громадные разрушения в шести штатах. Число погибших составило 266 человек, а 3662 получили ранения[64].
- 9 июня 1984 года по центральным областям РСФСР прошло не менее 8 смерчей с силой от F0 до F4[65][66]. Самый сильный из этих смерчей — F4 — наблюдался около города Иваново.
- Самым смертоносным за всю письменную историю человечества стал смерч, который 26 апреля 1989 года прошёл по густонаселённым районам Бангладеш и вызвал гибель около 1300 человек. Вихрь имел диаметр 1,5 километра, скорость ветра в нём оценивается в 180—350 км/ч. Наибольший ущерб смерч нанёс городам Даулатпур и Сатурия[67].
- Самая высокая скорость ветра на поверхности Земли была зарегистрирована во время смерча F5 в США, прошедшего по территории Оклахомы 3 мая 1999 года — 484 ± 32 км/ч[68].
- Самый крупный задокументированный смерч произошёл в штате Оклахома, рядом с городом Эль-Рино 31 мая 2013 года. Максимальный диаметр его воронки составлял около 4,2 км. Максимальная скорость ветра у земли по данным мобильного радара RaXPol Оклахомского университета составляла не менее 474 км/ч, она наблюдалась в вихрях очень небольшого размера внутри главной зоны вращения торнадо. Эти вихри не затронули никаких объектов в сельской местности, по которой двигался смерч, поэтому причинённые им разрушения соответствуют категории EF3 по улучшенной шкале Фудзиты[69]. Во время этого торнадо погибло 8 человек, включая знаменитого в США «охотника за смерчами» Тима Самараса[англ.] и его сына Пола, а также их коллегу Карла Йонга[70].

## Текущие исследования

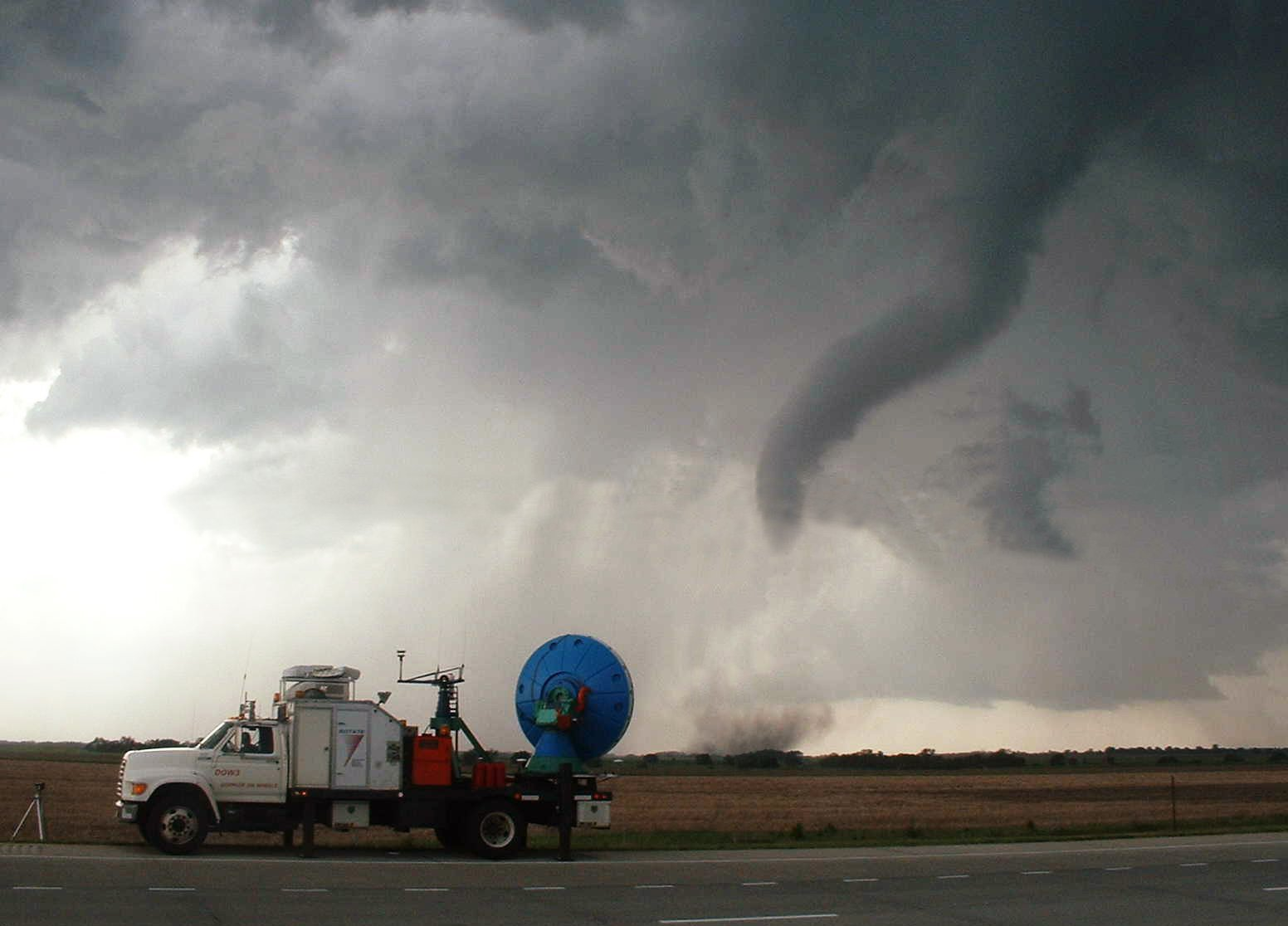
Мобильный пункт наблюдения торнадо вблизи Аттики, штат Канзас

Метеорология является относительно молодой наукой и изучение смерчей начато не так давно. Несмотря на то, что явление исследуется уже около 140 лет и около 60 лет — достаточно подробно, некоторые аспекты возникновения смерчей остаются не ясны. Учёные имеют достаточно хорошее представление о развитии гроз и мезоциклонов, и о метеорологических условиях, способствующих их образованию. Тем не менее, шаг от суперъячеек (или других соответствующих атмосферных процессов) до рождения смерча и его прогнозирования, в отличие от мезоциклонов, ещё не сделан, и этот вопрос находится в центре внимания многих исследователей.

## Фильмы
- 1981 — «Штормовое предупреждение»[75]
- 1996 — «Ночь торнадо»[76]
- 1996 — «Смерч»[77]
- 2004 — «Послезавтра»[78]
- 2004 — «День катастрофы»[79]
- 2004 (в некоторых источниках указывается 2005 год) — «Торнадо» (в русском дубляже — «Ураган»)[80]
- 2005 — «День катастрофы 2: Конец света»[81]
- 2013 — «Акулий торнадо»[82][83]
- 2014 — «Акулий торнадо 2»[84][85]
- 2014 — «Навстречу шторму»[86]
- 2015 — «Акулий торнадо 3»[87]
- 2016 — «Акулий торнадо 4»[88][89]
- 2017 — «Акулий торнадо 5»[90]
- 2018 — «Последний акулий торнадо»[91]
- 2024 — «Смерч 2»[92]